# Пьетц, Эми
Эми Пьетц (англ. Amy Pietz, род. 6 марта 1969) — американская актриса.

## Жизнь и карьера
Эми Пьетц в Милуоки, штат Висконсин и была приемной дочерью в семье медсестры и водителя. Она обучалась профессии балетного танцора, однако позже решила переквалифицироваться в актрису. Окончив Университет Де Поля она вскоре начала карьеру на телевидении и в последующие годы появилась в нескольких десятках телешоу и фильмов.
Пьетц наиболее известна по своей роли в комедийном сериале «Каролина в Нью-Йорке», где она снималась с 1995 по 2000 год. В 1999 году она была номинирована на премию Гильдии киноактёров США за лучшую женскую роль в комедийном сериале за свою роль в шоу. Также она сыграла роль сестры героини Дженнифер Аспен в ситкоме «Родни» в 2004—2006 годах, а в 2011 году сыграла роль матери главной героини в сериале «Девять жизней Хлои Кинг», который был закрыт после одного сезона.

## Избранная фильмография
- 1993 — Руди / Rudy
- 1996 — Подарок на Рождество / Jingle All the Way
- 1995—2000 — Каролина в Нью-Йорке / Caroline in the City
- 2000—2001 — Проклятый / Cursed
- 2004 — Девять ярдов 2 / The Whole Ten Yards
- 2004—2006 — Родни / Rodney
- 2007—2008 — Чужие в Америке / Aliens in America
- 2009 — Ты / You
- 2010 — Приключения охотника на драконов / Adventures of a Teenage Dragonslayer
- 2010 — Отчаянные домохозяйки / Desperate Housewives — Мэделин
- 2011 — Выпускной / Prom
- 2011 — Девять жизней Хлои Кинг / The Nine Lives of Chloe King
- 2013 — Декстер / Dexter — доктор Крупер